# Сан-Себастіано-да-По
Сан-Себастіано-да-По (італ. San Sebastiano da Po, п'єм. San Bastian) — муніципалітет в Італії, у регіоні П'ємонт,  метрополійне місто Турин.
Сан-Себастіано-да-По розташований на відстані близько 520 км на північний захід від Рима, 25 км на північний схід від Турина.
Населення — 1954 особи (2014).

## Демографія
Населення за роками:

Станом на 1 січня 2023 року в муніципалітеті офіційно проживало 128 іноземців з 20 країн, серед них 89 громадян країн Євросоюзу.

## Сусідні муніципалітети
- Казальборгоне
- Кастаньєто-По
- Ківассо
- Лауріано
- Вероленго